# Garnier l’Aleman
Werner von Egisheim († vor Mai 1272), von der Französisch sprechenden Feudalgesellschaft der Levante Garnier l’Aleman (Werner der Deutsche) genannt, war ein deutscher Kreuzritter.

## Leben
Werner entstammte vermutlich einer deutschen Adelsfamilie, die sich nach der Stadt Egisheim im Elsass benannt (siehe auch Grafschaft Egisheim). Er wird erstmals in Akkon im Gefolge eines Grafen Berthold genannt. Vermutlich war dies Graf Berthold IV. von Andechs, der im Jahr 1190 auf dem dritten Kreuzzug bis vor das belagerte Akkon reiste und spätestens im Frühjahr 1191 in die Heimat zurückgezogen war, Werner hingegen wäre dann im heiligen Land zurückgeblieben. In einer im Mai 1206 an Otto von Henneberg ausgestellten Urkunde tritt er mit seinem deutschen Namen (Wernerus de Egisheim) als Zeuge auf.
Anfang September 1210 war Werner gemeinsam mit Philipp von Ibelin verantwortlich für die Stadtverteidigung Akkons, während die restliche Nobilität Outremers der Krönung Königin Marias und Johanns von Brienne in Tyrus beiwohnte. Im Jahr 1218 verteidigte er mit genuesischen Truppen erfolglos Caesarea, das von einem Heer der Ayyubiden gestürmt wurde.
Bevor Kaiser Friedrich II., der im Namen seines Sohnes die Regentschaft im Königreich Jerusalem beanspruchte, seinen Kreuzzug im Mai 1229 beendete und nach Italien zurückreiste, ernannte er Balian von Sidon und Werner zu seinen Stellvertretern (Bailli) im Königreich, wobei Balian in Tyrus und er in Akkon residierte. Beide wurden im Frühjahr 1231 von dem Marschall Richard Filangieri im Amt abgelöst.
Nach der Ermordung des Statthalters von Korfu, Philipp Chinard (1266), übernahm ein „Garnier l’Aleman“ (Vikar von Philipp Chinard) die Verwaltung von Korfu. Karl I. Anjou trat mit Werner in Kontakt und bot ihm für „die ganze Insel Korfu mit Schlössern mit Landhäusern und allen Ländern der Amtsdiener“ Land im Königreich von Sizilien von einem Jahreswert von 100 Unzen, oder 1000 Unzen Gold in bar an. Tatsächlich übergab Garnier die Insel im März 1267 Karl von Anjou, der ihn am 20. März 1267 zu seinem Generalkapitän ernannte und ab 1268 nach und nach das Despotat Epirus eroberte. Das Versprechen Karls zugunsten Werners konnte aufgrund seines Todes nicht mehr ausgeführt werden. Aus einem Dokument vom Mai 1272 geht hervor, dass Karl an den Sohn des verstorbenen Garnier, Aimone Aleman, das versprochene Land des oben genannten Jahreswertes von 100 Unzen oder 1000 Unzen Gold in bar zuteilen ließ.

## Familie
Verheiratet war Werner mit Pavia Embriaco, einer Tochter des Herrn Hugo III. Embriaco von Gibelet. Sie hatten vier Kinder:
- Johann († 1264 oder später), Herr von Caesarea (de iure uxoris), ⚭ Margarethe Brisebarre, Tochter des Johann von Caesarea;
- Hugo († vor 26. März 1241), ⚭ Isabella von Adelon († nach 1260), Tochter des Daniel I. von Adelon;
- Helvis, ⚭ Balduin von Longuevaux;
- Aimone.[1]